# Озтюрк, Сейфи
Сейфи Озтюрк (тур. Seyfi Öztürk, 1927 — 5 ноября 2002) — турецкий юрист и политик, занимал посты в ряде правительственных кабинетов в 1960-70-х годах. Долгое время являлся членом Великого национального собрания, сначала от Республиканской крестьянской национальной партии, затем от партии Справедливости.

## Биография
Родился в 1927 году в Эскишехире. Окончил Анкарский университет со степенью в области юриспруденции, затем работал юристом.
Политическая карьера Озтюрка началась после государственного переворота 1960 года. В 1961 году он был избран членом Конституционной ассамблеи от Республиканской крестьянской национальной партии, в том же году был избран членом Великого национального собрания от Эскишехира. Переизбирался 5 раз, с 1961 по 1980 годы. В 1965 году был избран в состав руководства Республиканской крестьянской национальной партии.
В том же году вошёл в состав правительства Суата Хайри Угрюплю в качестве министра по делам сельских поселений. Лишился министерского поста, поскольку вышел из Республиканской крестьянской национальной партии и вступил в партию Справедливости. Причиной такого поступка было избрание главой Республиканской крестьянской национальной партии одного из организаторов государственного переворота 1960 года Алпарслана Тюркеша. Вместе с Озтюрком по той же причине поста лишился министр обороны Хасан Динчер.
В 1965-67 годах занимал пост министра транспорта в первом правительстве Сулеймана Демиреля. В 1967-69 годах занимал с том же правительстве пост государственного министра (министр без портфеля). В 1969-70 годах — министр труда во втором правительстве Сулеймана Демиреля. В 1970-71 годах занимал тот же пост в третьем правительстве Сулеймана Демиреля. В августе 1970 года посетил ФРГ с целью ведения переговоров о положении нелегальных турецких мигрантов. Озтюрк проинформировал правительство ФРГ о маршрутах, используемых ими, по его словам, в основном они попадали в ФРГ через Восточный Берлин.
В 1975-77 и 1977-78 годах — государственный министр в четвёртом и пятом правительствах Сулеймана Демиреля. После запрета партии Справедливости, в 1983 году вступил в партию верного пути.
Умер 5 ноября 2002 года в Стамбуле, похоронен в Эскишехире на следующий день.